# Saint-Germain-en-Laye
Saint-Germain-en-Laye és un municipi francès al departament d'Yvelines (regió de l'Illa de França). L'any 2017 tenia 40.765 habitants.
Forma part del cantó de Saint-Germain-en-Laye, del districte de Saint-Germain-en-Laye i de la Comunitat d'aglomeració Saint Germain Boucles de Seine. El 1862 hi va néixer Claude Debussy. Jaume II d'Anglaterra i VII d'Escòcia va viure en el Château de Saint-Germain-en-Laye sota la protecció del seu cosí i aliat Lluís XIV de França en ser enderrocat durant la Gloriosa Revolució.

## Hospital
- Centre hospitalier intercommunal de Poissy-Saint-Germain-en-Laye